# Tour della nazionale maschile di rugby a 15 della Francia 1960
Il Tour della Nazionale di rugby a 15 della Francia 1960 fu una serie di incontri che la nazionale francese di rugby union disputò nel luglio-agosto del 1960
- Presidente: René Crabos
- Allenatore: Marcel Laurent
- Arbitro: Bernard Marie
- Giocatori:
  - Michel Vannier
  - Roger Brethes
  - Jean Dupuy
  - Henri Rancoule
  - Guy Boniface
  - Arnaud Marquesuzaa
  - Jean Othats
  - Pierre Dizabo
  - Michel Lacome
  - Roger Martine
  - Pierre Danos
  - Pierre Lacroix
  - Francois Moncla
  - Michel Crauste
  - Michel Celaya
  - Sylvain Meyer
  - Jean Carrere
  - Roland Crancee
  - Herve Larrue
  - Jean Pierre Saux
  - Amédée Domenech
  - Alfred Roques
  - Raoul Barriere
  - Jean de Gregorio
  - Jacques Rollet
- Addetto stampa: Denis Lalanne

## Dettaglio degli incontri
| Arbitro: | Bernard Marie |

|                |           |                                                             |
| mete: Olivieri | Marcatori | mete: Celaya Rancoule, Boniface trasf.:Vannier Drop:Vannier |

| Arbitro: | Ramón Corbelle |

|                                  |           |                                                                                                  |
| mete: Billinghurst, 1 di mischia | Marcatori | mete: Rancoule 2, Crauste Carrere, Monclá 2 Crancée, Martine Lacroix, Domenech trasf.: Vannier 5 |

| Arbitro: | Bernard Marie |

|                 |           |                                                                          |
| c.p.: Blacksley | Marcatori | mete: Rancoule Lacroix, Domenech, Saux trasf.: Vannier 4 c.p.: Vannier 2 |

| Arbitro: | Eduardo Niño |

|  |           |                                                                                           |
|  | Marcatori | mete: Rancoule, Carrere 2 Barriere, Othats trasf.: Danos 2, Brethes 2 c.p.: Drop: Dupuy 2 |

| Arbitro: | Bernard Marie |

|        |      |                                                                         |
|        | mt   | Lacroix, Larrue Boniface, Celaya 2, de Gregorio, Domenech 2 Marquesuzaa |
|        | tr   | Vannier 5                                                               |
| Devoto | c.p. |                                                                         |

| Arbitro: | Francisco Lamastra |

|                                        |           | |
| mete: 1 meta tecnica trasf.: J. Campos | Marcatori | mete: Boniface, Crauste 3 Domenech, Dupuy 2 Othats 3, Meyer, 2 Lacome, Roqués trasf.: Brethes 8, Othats |

| Arbitro: | Bernard Marie |

|                           |           | |
| mete: Neri trasf.: Molina | Marcatori | mete: Vannier, Boniface 2 Crauste 3, Martine 2 Lacroix 2, Domenech 2 Dupuy 2, Othats 3 Dizabo, Roqués trasf.: Vannier 3, Othats |

| Cordoba 3 agosto 1960 | la Tablada | 8 – 69                                                                                               | Francia XV | Jockey Country Club |
| \| \| \| \| \| mete: E. Quetglas, A. Quetglas trasf.: E. Moyano Bourel \| Marcatori \| mete: Rancoule, Boniface Carrere 3, Dupuy 3 De Gregorio, Dizabo 2 Meyer 3, Lacome trasf.: Brethes 12 \| |            | |            |                     |
| |            | |            |                     |
| mete: E. Quetglas, A. Quetglas trasf.: E. Moyano Bourel | Marcatori  | mete: Rancoule, Boniface Carrere 3, Dupuy 3 De Gregorio, Dizabo 2 Meyer 3, Lacome trasf.: Brethes 12 |            |                     |

| Arbitro: | Alberto Camardón |

|         |      |            |
| Karplus | mt   | Boniface 2 |
|         | tr   | Brethes    |
|         | drop | Dizabo     |

| Santiago del Cile 10 agosto 1960 | Cile | 6 – 55 | Francia XV | Prince Of Wales CC |

| Arbitro: | Eduardo Lambruschini |

|                                |           |                                                                            |
| mete: Schmidt trasf.: Prieto 2 | Marcatori | mete: Rancoule, Celaya Crauste, Lacroix 2 Dizabo, Lacome trasf.: Brethes 3 |

| Arbitro: | Bernard Marie |

| |            | |
| | mt         | Boniface, Crancee Dizabo, Dupuy 2, Lacroix |
| | tr         | Vannier 4 |
| Rios 2 | c.p.       | |
| | drop       | Vannier |
| 15.Jorge Rios, 14.Enrique Krossler, 13.Esteban Karplus, 12.Ricardo Oliveri, 11.Enrico Neri, 10.Juan Guidi, 9.Enrique Holmgren, 8.Enrique Mitchelstein, 7.Antonio Salinas (cap), 6.John Vibart, 5.Aitor Otano, 4.Rodolfo Schmidt, 3.Cristobal Hirsch, 2.Juan Casanegra, 1.Walter Aniz | Formazioni | 14.Enrique Krossler, 13.Esteban Karplus, 12.Ricardo Oliveri, 11.Enrico Neri, 10.Juan Guidi, 9.Enrique Holmgren, 1.Walter Aniz, Team, 8.Enrique Mitchelstein, 7.Antonio Salinas (cap), 6.John Vibart, 5.Aitor Otano, 4.Rodolfo Schmidt, 3.Cristobal Hirsch, 2.Juan Casanegra |

| Arbitro: | Bernard Marie |

|  |           |                                                                                               |
|  | Marcatori | mete: Brethes Lacome, Meyer 3 Moncla, Othats 5 Rancoule 2, Vannier trasf.: Vannier 6, Brethes |